# Tony Young (attore)
Tony Young, nato Carleton Leonard Young (New York, 28 giugno 1937 – West Hollywood, 26 febbraio 2002), è stato un attore statunitense.
Nel 1961 recitò nel ruolo principale di Cord nella serie televisiva Gunslinger della CBS.

## Biografia
Young nacque a New York, figlio di Carleton G. Young, attore di cinema e televisione e voce radiofonica del programma originale del detective Ellery Queen. Gli Young si trasferirono in California negli anni '40 e Tony si laureò al Los Angeles City College. Prestò servizio nell'aeronautica degli Stati Uniti.
I suoi primi ruoli da attore furono nel 1959 in tre serie western: Furia della NBC e due acclamate produzioni ABC, Lawman e Maverick.
Nel 1960, apparve nel ruolo di Sabine Kid nell'episodio The O'Mara's Ladies della serie western della NBC Overland Trail, con William Bendix e Doug McClure. Nello stesso anno apparve anche nella serie poliziesca Bourbon Street Beat ambientata a New Orleans, e nelle serie western Tombstone Territory e The Deputy.
Nel 1960, Young interpretò il ruolo di un fuorilegge, Clem Reeves, nell'episodio Queen of Diamonds della serie western Laramie della NBC, con le guest star Julie London e Claude Akins. Apparve due volte nella serie western della ABC / Warner Brothers, Bronco, con Ty Hardin, e Cheyenne, con Clint Walker.
Nel 1963 venne scelto per il ruolo di Herb Clark per un breve periodo nella soap opera della ABC General Hospital. Apparve anche in Indirizzo permanente, Carovane verso il West, Death Valley Days, Bonanza (episodio The Return), Il virginiano e Iron Horse con Dale Robertson. Recitò anche in molte altre serie, tra cui Star Trek (come Kryton nell'episodio Elaan of Troyius), Love, American Style, Medical Center, Fantasilandia, Starsky & Hutch, L'uomo da sei milioni di dollari, Professione pericolo, Missione Impossibile, A tutte le auto della polizia, Mannix, Le strade di San Francisco, Gemini Man e Supercar.
Tra i film a cui partecipò si possono citare i western Il ballo delle pistole (1964) con Dan Duryea e Taggart - 5000 dollari vivo o morto (1964), basato su un romanzo di Louis L'Amour.
La sua ultima apparizione sullo schermo fu nel 1993 nel ruolo di John Huston nell'episodio Goodbye Norma Jean - 4 aprile 1960, della serie In viaggio nel tempo.

## Vita privata
Young è stato sposato con le attrici Madlyn Rhue (1962-1970) e Sondra Currie (1976-1986). Entrambi i matrimoni, da cui non nacquero figli, finirono con il divorzio.

## Filmografia parziale

### Cinema
- I draghi del West (Walk Like a Dragon), regia di James Clavell (1960)
- Il ballo delle pistole (He Rides Tall), regia di R.G. Springsteen (1964)
- Taggart - 5000 dollari vivo o morto (Taggart), regia di R.G. Springsteen (1964)
- Un uomo chiamato Charro (Charro!), regia di Charles Marquis Warren (1969)
- Sledge (A Man Called Sledge), regia di Vic Morrow (1970)
- L'esecuzione... una storia vera (Act of Vengeance), regia di Bob Kelljan (1974)
- Il massacro della Guyana (Guyana: Crime of the Century), regia di René Cardona Jr. (1979)

### Televisione
- Furia (Fury) – serie TV, episodio 5x06 (1959)
- Lawman – serie TV, episodio 2x08 (1959)
- Maverick – serie TV, episodio 3x12 (1959)
- Gunslinger – serie TV, 12 episodi (1961)
- Indirizzo permanente (77 Sunset Strip) – serie TV, episodio 5x25 (1963)
- Death Valley Days – serie TV, episodio 11x22 (1963)
- Carovane verso il West (Wagon Train) – serie TV, episodio 7x22 (1964)
- Bonanza – serie TV, episodio 6x31 (1965)
- Iron Horse – serie TV, 3 episodi (1966-1967)
- Il virginiano (The Virginian) – serie TV, 2 episodi (1967-1971)
- Star Trek – serie TV, episodio 3x13 (1968)
- Mannix – serie TV, 3 episodi (1972-1973)
- Mike Hammer investigatore privato (Mike Hammer) – serie TV, episodio 3x08 (1986)
- In viaggio nel tempo (Quantum Leap) – serie TV, episodio 5x18 (1993)

## Doppiatori italiani
- Nando Gazzolo in Taggart - 5000 dollari vivo o morto
- Mario Erpichini in Un uomo chiamato Charro